# Jean de Nivelles

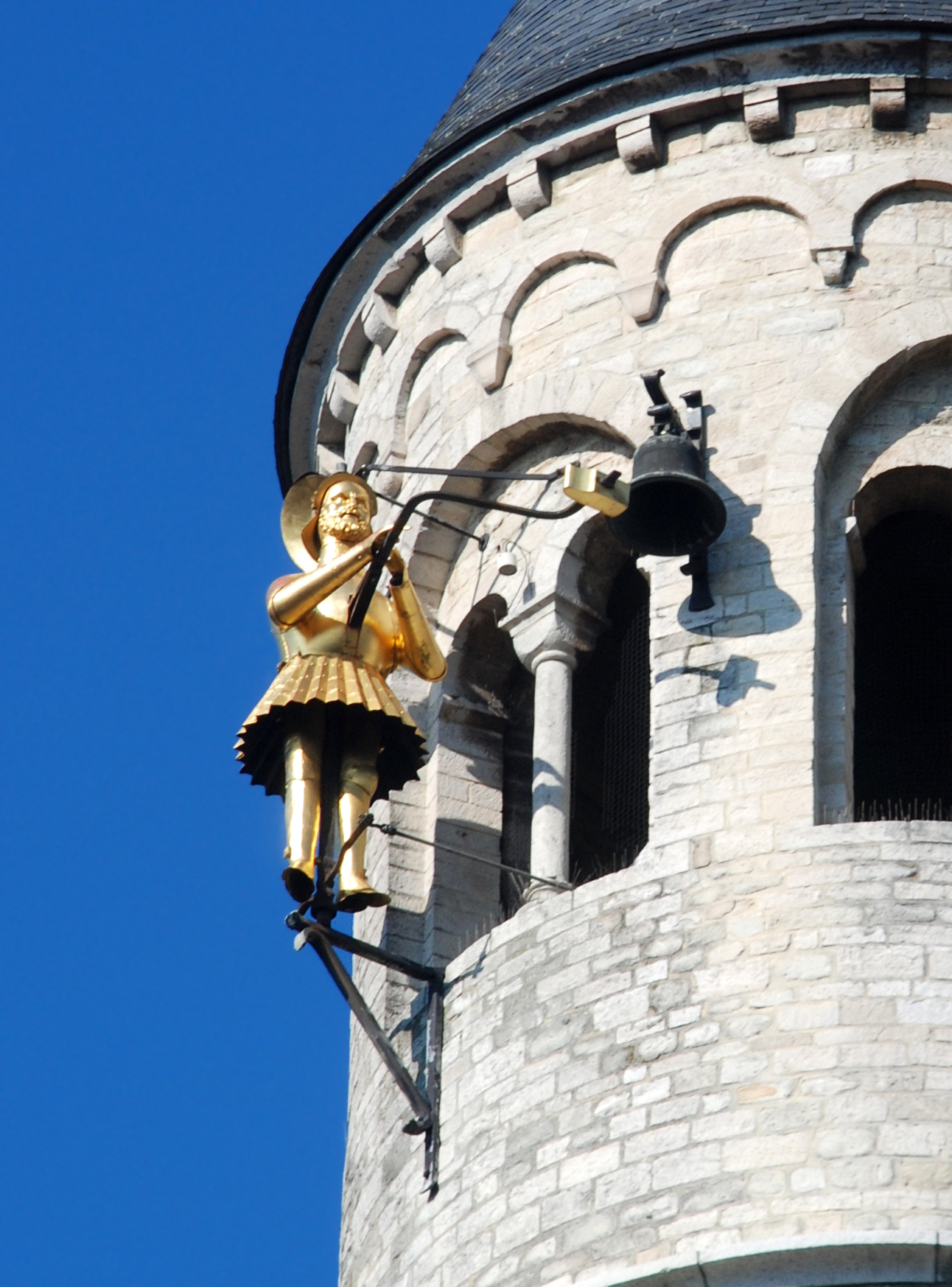
De jaquemart in 2007

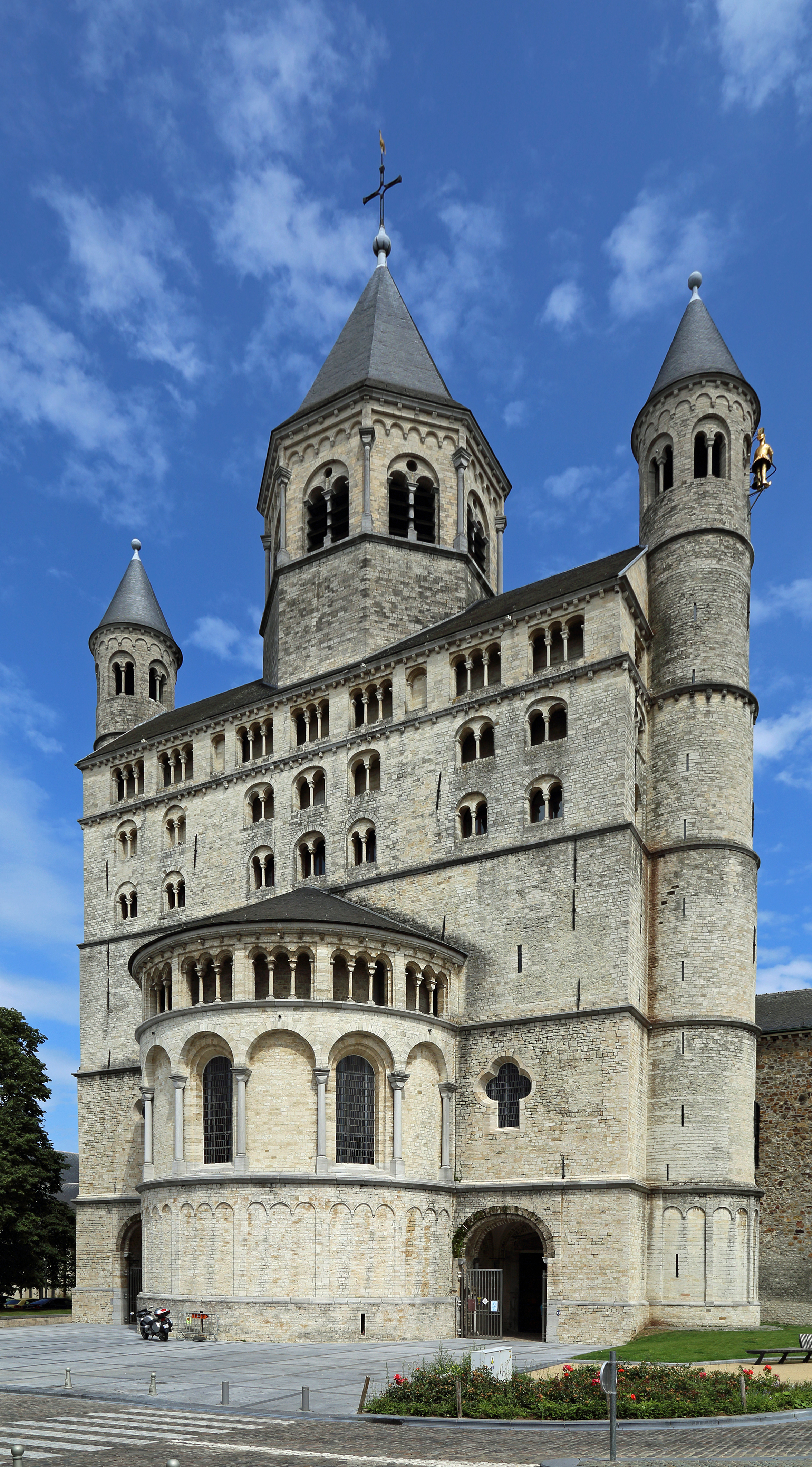
De westbouw van de Sint-Gertrudiskerk, met rechtsboven Jean de Nivelles

Jean de Nivelles (Djan d'Nivèle in het Waals) is een symbolische figuur van de stad Nijvel in België. 

## Jaquemart
Het verwijst in de eerste plaats naar de naam van de jaquemart op de collegiale kerk Sainte-Gertrude. Deze vergulde koperen automaat heeft de vorm van een krijger die met een hamer de uren slaat, en hij is twee meter hoog en weegt 350 kg. Deze automaat werd in de 15e eeuw aan de stad geschonken door hertog Karel de Stoute. Aanvankelijk werd hij op het stadhuis geplaatst, maar in 1617 werd hij overgebracht naar de zuidelijke toren van de collegiale. Het was rond die tijd dat de bevolking hem Jean de Nivelles begon te noemen, naar de Franse figuur die voorkwam in populaire liedjes. In het Nijvelse dialect stond hij liefdevol bekend als Djan-Djan. Het liedje Vive Djan-Djan is de hymne van de stad. 

## Historische persoon
Jean de Nivelle was eigenlijk de Franse baron Jean III de Montmorency. Tijdens de 15e-eeuwse Oorlog van het Algemeen Goed koos hij tegen de wens van zijn vader in de zijde van de Bourgondische hertog Karel de Stoute, waardoor hij in conflict kwam met zijn leenheer, de Franse koning Lodewijk XI. Als gevolg daarvan werd hij onterfd en vluchtte hij naar Nevele in Vlaanderen, een heerlijkheid van zijn moeder. Daar werd hij Jan I van Montmorency-Nevele. De Franse bevolking noemde hem Jean de Nivelle, de fonetische weergave van Nevele in het Frans.
In Frankrijk begon men minachtend over hem te spreken, en de uitdrukking "être comme ce chien de Jean de Nivelle qui s'enfuit quand on l'appelle" ontstond (een rijmpje dat Jean vergeleek met een hond die vlucht wanneer men hem roept). Tal van liedjes werden op dezelfde melodie gecomponeerd. Daarin was de hond niet langer een scheldwoord, maar werd hij echt de hond van Jean de Nivelles.

## Adoptie door Nijvel
Jean de Nivelle werd geadopteerd door de stad Nijvel vanwege de homofonie tussen Nivelle (Nevele) en Nivelles (Nijvel). Opmerkelijk is dat de jaquemart die zijn naam draagt geschonken is door Karel de Stoute, dezelfde persoon voor wie de historische Jean de Nivelle vader en koning trotseerde. Dankbaarheid jegens de hertog was mogelijk een bijkomende reden voor de inwoners van Nijvel om hun automaat, die ze tot dan toe eenvoudigweg de koperen man (l'homme de keouvre) noemden, de naam Jean de Nivelles te geven.